# Phylloteles pictipennis
Phylloteles pictipennis är en tvåvingeart som beskrevs av Friedrich Hermann Loew 1844. Phylloteles pictipennis ingår i släktet Phylloteles och familjen köttflugor.
Artens utbredningsområde är Turkiet. Inga underarter finns listade i Catalogue of Life.